# 5493 Spitzweg
5493 Spitzweg este un asteroid din centura principală de asteroizi.

## Descriere
5493 Spitzweg este un asteroid din centura principală de asteroizi. A fost descoperit pe 24 septembrie 1973 la Observatorul Palomar de Cornelis Johannes van Houten, Ingrid van Houten-Groeneveld și Tom Gehrels. Asteroidul prezintă o orbită caracterizată de o semiaxă mare de 2,36 ua, o excentricitate de 0,14 și o înclinație de 3,8° în raport cu ecliptica.